# Lampris
Lampris é um gênero de peixe marinho da família Lampridae, da ordem Lampriformes que possui parentesco com os peixes-remo, Velifers, Stylephorus (conhecidos como olhos de tubo) e peixes-fita.Esses peixes são os únicos peixes conhecidos por terem sangue quente. 

## Na culinária
É incomum encontrar esse gênero peixe nos mercados de frutos do mar, na culinária asiática e polinésica esses peixes são encontrados com um pouco de mais frequência do que países da Europa, Américas, Oriente Médio e África. O alto teor de gordura nesses peixes supera o do salmão. A carne tem 4 texturas de grãos diferentes, tem um sabor doce natural e mantém uma natureza firme durante o cozimento.

## Espécies e holótipos
Antes eram conhecidos só 2 espécimes desse gênero, em 2014 foram descobertos 3 holótipos de Lampris na Austrália, em 2018 tiveram a descrição oficial desses holótipos como novas espécies, incluindo o sinônimo antigo de Lampris lauta (Lowe, 1838) que foi utilizado.
- Lampris australensis (Underkoffler, Luers, Hyde & Craig, 2018)
- Lampris guttatus (Brünnich, 1788)
- Lampris immaculatus (Gilchrist, 1904)
- Lampris incognitus (Unterkoffler, Luers, Hyde & Craig, 2018)
- Lampris lauta (Lowe, 1838)
- Lampris megalopsis (Unterkoffler, Luers, Hyde & Craig, 2018)